# Simocephalus exspinosus
Simocephalus exspinosus är en kräftdjursart som först beskrevs av DeGeer 1778.  Simocephalus exspinosus ingår i släktet Simocephalus och familjen Daphniidae. Arten är reproducerande i Sverige. Inga underarter finns listade i Catalogue of Life.